# Dub u Nivského potoka
Dub u Nivského potoka je památný strom dub letní (Quercus robur) v Červeném Hrádku, části města Jirkov v okrese Chomutov v Ústeckém kraji.
Roste v Mostecké pánvi při rozhraní s Krušnými horami v nadmořské výšce 350 m na levém břehu potoka Lužec (též Nivský potok) v místě, kde polní cesta tento potok překračuje.

## Základní údaje
Obvod kmene měří 436 cm, koruna stromu dosahuje do výšky 25 metrů (měření 2009). V roce 2009 bylo stáří stromu odhadováno na 200 let.
Dub je chráněn od roku 1995 jako strom významný stářím a vzrůstem.

## Stromy v okolí
- Dub u Červeného Hrádku
- Jasan u cesty
- Skupina dubů v ulici U dubu